# Iskolai színpad (Erdély)
Iskolai színpad (Erdély, 1918–1989) – kollégiumok, gimnáziumok, líceumok tanulóifjúságának hagyományos fóruma, ahol többnyire a tanulmányokba illeszkedő drámai anyagot adnak elő diáktársakból és szülőkből álló közönség előtt. Erdélyben a diákszínjátszásnak nagy múltja van: minden nevezetesebb felekezeti iskola az erkölcsi nevelés szolgálatába állította, avagy világi céllal szórakoztatásra szánta. A protestánsok iskoladrámái kedves anakronizmusokkal magyarították ízes anyanyelvre a bibliai és klasszikus témákat; a jezsuita iskoladrámák latinul is nemzeti hősöket teremtettek, s a magyar hallgatósághoz alkalmazkodva egyaránt hagytak ránk misztériumjátékokat és népi humorral fűtött vígjátékokat.
A romániai magyar iskolai színpad 1918 után általában minden középiskolára kiterjedt, s 1944 óta növekvő mértékben vált a fiatalság korszerű nevelésének és önformálásának hasznos eszközévé. 

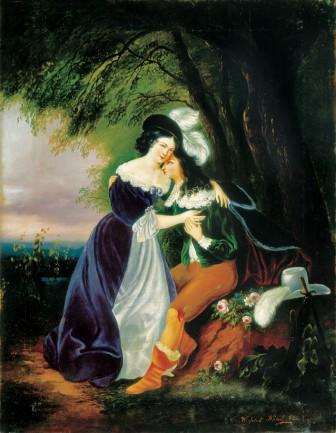
Kisfaludy Károly Szerelmesek

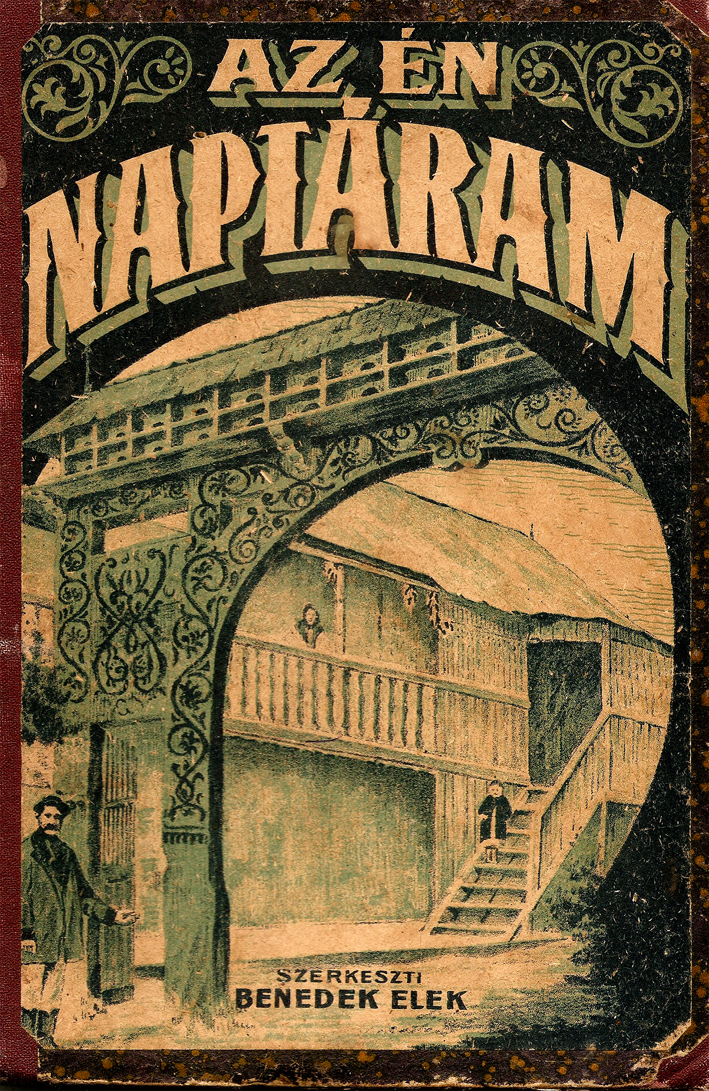
Kisbacon (1923)

Kellő számbavételek hiányában az előadott darabok szerzője, címe, rendezője s a bemutatás dátuma ma már csak részben állapítható meg; a romániai magyar diákszínjátszás történetét a fennmaradt adatok alapján városonként foglaljuk össze.

## Arad
Aradon Berthe Nándor tanár rendezésében a Katolikus Gimnázium diákjai Kisfaludy A kérők c. vígjátékát (1941), Mikszáth A Noszty fiú esete Tóth Marival c. regényének színpadi változatát (1942), Móricz Sári bíróját (1945), majd az Iglói diákok c. operettet (1947) adták elő. A hagyományt folytatva a Magyar Vegyeslíceumban, majd a 3. számú Középiskolában Karinthy Frigyes Visszakérem az iskolapénzt (1953) c. darabját, majd Molnár Ferenc A Pál utcai fiúk (1959) c. regényének dramatizált változatát mutatták be Mózer István rendezésében. Itt került színre Móricz Zsigmond Légy jó mindhalálig c. darabjának I. felvonása is (1960) Husztik Katalin tanárnő rendezésében. A Magyar Pedagógiai Líceum, majd a 4. számú középiskola Fazekas Mihály Lúdas Matyiát (1957) és Kisfaludy A kérők c. darabját (1958) adta elő, a rendező itt is Mózer István volt.

## Bánffyhunyad
Bánffyhunyadon a két világháború közt népszínműveket adott elő az ifjúság; ekkor tűnt fel Bokor Ilona, a sepsiszentgyörgyi társulat későbbi színművésznője. 1944 után az algimnázium tanulói Morvay Pál rendezésében Petőfi Sándor János vitéz előadásával (1946) toborozták faluról falura járva népi kollégiumok tagjait, majd iskolájuk tornatermében színpadot állítottak fel, ahol Csokonai Özvegy Karnyónéja és Móricz Sári bírója is színre került. 1955 után a líceummá kiépült magyar középiskola növendékei Szigligeti Ede és Móricz Zsigmond darabjai mellett Molnár Ferenc A Pál utcai fiúkc. darabjával, majd Szentimrei Jenő Csáki bíró lánya c. balladajátékával arattak sikert, 1967 és 1974 között évről évre bemutatva a Székelyföldön s televíziós adásban is Kalotaszeg folklórját. Műsoron szerepelt Vasas Samu feldolgozásában a Görög Ilona ballada (1972), valamint a Fehér Klára c. gyerőmonostori ballada (1957) is. A bánffyhunyadi diákok tevékeny részt vettek a Kós Károly Művelődési Kör országos sikerekig jutott színpadi tevékenységében.

## Brassó
Brassóban az 1920-as években idősb Szemlér Ferenc igazgató szorgalmazta a Római Katolikus Gimnázium műkedvelőinek tevékenységét. A gimnáziumban végzett diákok is bekapcsolódtak a polgári iskolában Meisel Rezső igazgató szervezte Volt Diákok Önképzőkörébe, s együtt adták elő Gabányi, Kisfaludy (1925), Szigligeti (1926), vígjátékait, majd Mikszáth A vén gazember c. regényének dramatizált változatát. Nemes Nagy Zoltán és Fábricz József Pintyőke c. brassói operettjét 1939-ben mutatták be.
1944 után a tánc és zene művelése került előtérbe; 1958-ban a gimnázium diákjai Kádár Kata balladáját vitték színre Opra Benedek tanár feldolgozásában, Reiff István zenéjére. 1977-ben a diákegyüttes Móricz Légy jó mindhalálig bemutatásával szerepelt. Az Unirea Líceum Búzavirág nevű magyar népi együttese az 1970-es években számos fesztiválon mutatta be műsorát.

## Csíkszereda
Csíkszeredában a mai Matematika–Fizika Líceum követi elődjének, a csíksomlyói gimnáziumnak páratlanul gazdag színjátszó hagyományait. A diákok 1968-ban Miklós József, 1979-ben Váli Éva rendezésében újították fel Szentes Antal Regináld Masenius nyomán szerzett Rusticus imperans c. csíksomlyói iskoladrámáját. Műsoron szerepelt Molière Kényeskedők (1972), Priestley Az anya napja (1973); bátor vállalkozás volt Szophoklész Antigonéjának bemutatása (1980). A hazai szerzők közül Komzsik István szerepelt a diákszínpadon Sakk-matt c. darabjával (1973). A líceum Irodalmi Színpada Benedek Elek, Tamási Áron, Kosztolányi Dezső, Radnóti Miklós, Szabó Lőrinc, Ady Endre, Babits Mihály, József Attila, Bartók Béla, Móricz Zsigmond emlékezetére állított össze műsorokat.
A mai 1. számú Ipari Líceum diákjai Gergely Sándortól a Vitézek és hősök (1976), Móricztól a Légy jó mindhalálig jeleneteivel (1979) tűntek ki; Irodalmi Színpadukon az Emlékezés Bolyai Jánosra c. összeállítás és egy Vörösmarty-emlékműsor szerepelt. A 2. számú Ipari Líceum három éven át ismételte Ez az ember! c. verses-zenés (1977–79), két éven át Otthon a világban... c. verses (1979–80) összeállítását Józsa Gizella rendezésében.

## Kézdivásárhely
A kézdivásárhelyi Római Katolikus Gimnázium (ma 3. számú Ipari Líceum) mint az egykori kantai gimnázium utóda a XVII–XVIII. századból fennmaradt iskoladrámák hagyományát újította fel (1949), majd a tanítóképző és az erdészeti osztály végzős tanulói Szigligeti Csikósát (1950), Móricz Hét krajcárjának színpadi változatát (1952), Gergely Sándor Vitézek és hősök c. darabját (1953) mutatták be. Hazai szerzők közül Seprődi Annától A Szent Anna-tó regéje (1956) és az Andris meseországban (1958) c. játék szerepelt a műsoron Tempfli Mária rendezésében. A diákszínjátszók Gogol, Rozov és Vinnyikov orosz szerzők színműveit is előadták. Szőcs Géza tanári irányítása alatt Virgil Stoenescu és Octavian Sava Magaviseletből elégtelen (1961), Hašek Svejk, a derék katona (1969) és Páskándi Géza Az eb olykor emeli lábát (1971) c. darabja került sorra. Méhes György 33 névtelen levél c. színművét (1972) Apró Éva, Petőfi Az apostolát (1973) Kiss Lázár, Sütő András Vidám siratóját (1977) Józsa Irén rendezte.

## Kolozsvár
Kolozsvárt hagyományos a diákszínjátszás. Az első jezsuita iskoladrámát 1581-ben adták itt elő; a fiatal Mikes Kelemen is színpadra lépett 1702-ben a Farkas utcai gimnáziumban, melynek utóda ma a Báthory István Elméleti Líceum. Gazdag színjátszó hagyományait különösen az 1950-es évek óta újítja fel az iskola. Eleinte népmese-feldolgozások, gyermekoperák követték egymást. Emlékezetes Pussiné Kovács Mária rendezésében Molnár Ferenc–Török Sándor A Pál utcai fiúk c. darabjának hatszor ismételt előadása (1957–58), majd Corneille Cidjének ugyancsak hatszori bemutatása nemcsak Kolozsvárt, hanem a kalotaszegi Magyarbikalban és Mákófalván is (1968–69). Virágok vetélkedése címen 1970 tavaszán Csortán Márton és Nagy László tanulók virág- és históriás énekekből állítottak össze műsort. Ugyancsak Pussiné rendezésében került sor a Kalevala nyolc énekének előadására (1971–72), majd az iskola fennállásának 400. évfordulója alkalmából Mikes Kelemen Törökországi levelek c. művét dramatizálta Patócs Mihályné és Balázs László tanuló. Ugyancsak az évforduló jegyében újította fel T. Czeglédy Enikő a Kénts-ásó Demeter s Török Márta a Kocsonya Mihály házassága c. régi iskoladrámákat. Dramatizált Caragiale-karcolatok Kovács Ildikó színirendező és Halmos Katalin zenetanárnő munkája nyomán kerültek előadásra (1980–81).
A XVII. század elejéig nyúlik vissza az Unitárius Kollégium (ma Brassai Sámuel Ipari Líceum) Színjátszó Körének működése is. 1957-től kezdve a diákok Sinka Zoltán tanári irányítása alatt Caragiale-darabokkal, dramatizált Móricz-írásokkal, Karinthy-művel és Horváth Béla színművész segítsége mellett Marton Lili A porcelánkisasszony c. színművével (1978) szerepeltek.
A volt Református Kollégium, 1959 óta Ady–Şincai Líceum diákjai Nagy Géza rendezésében Csokonai Tempefői c. darabjának színrevitelével (1948) arattak sikert. Az 1950-es években Borbáthné Vajna Éva rendezésében Maeterlinck A kék madár c. műve (1955), majd Kovách Aladár Téli zsoltár c. Apáczai-drámája került sorra (1959), s az iskola humán profilját tükrözte Rostand Cyrano de Bergeracjának (1960) és Shakespeare Makrancos hölgyének (1964) színre vitele is. Csetriné Lingvay Klára rendezte Vörösmarty Csongor és Tündéjének vidéken többször is megismételt diákbemutatását (1967); a színjátszók közül lépett később művészi pályára Simon András.
A volt Református Leánygimnázium helyébe lépő, Gaál Gábor utcai Líceum (ma általános iskola) színjátszóinak volt köszönhető Csiky A nagymama c. darabjának előadása (1959); ők vitték színre Máté Piroska rendezésében Kisfaludy A kérők (1967), majd Hans Sachs Paradicsomot járt diák c. darabját (1970), s rendkívüli teljesítményt nyújtottak Páskándi Géza Kalauz nélkül c. abszurd komédiájával (1971). Petőfitől Az apostol (1972), Radnóti-szavalóest, Csokonai Karnyónéja (1974) váltogatta egymást műsorukban.
Emlékezetes a leánygimnáziumokban divatozó iskolai színpad a két világháború között. A Marianum volt az Erdélyi Magyar Lányok műsorfüzeteinek bölcsője, s a diákszínjátszást irányító tanárok (köztük Bitay Árpád, Désy Magda, Gergely Ágota, Kende János, Rajka László) segítségével Calderón misztériumjátéka (1920), a Dante-évforduló alkalmából előadott Divina Commedia-részlet (1922), Shakespeare Szentivánéji álom (1923), Sachs A vándordiák a paradicsomban (1924) és Schiller Ének a harangról (1924) c. műve került színre. Játszottak Heltai-vígjátékot, Mozart-gyermekoperát, dramatizálták Jókait (Senki szigete), az erdélyi szerzők közül színre hozták Szalay Mátyás Noémi c. darabját (1927). Előadták Kodály Zoltán Pünkösdölőjét Kocsis M. Cecília betanításában (1936), bemutatták Dienes Valéria A tíz szűz c. orkesztikáját (1937).
Az 1940-ben Császár Károly igazgatása alatt magyar és román tagozattal megnyílt Kolozsvári Állami Leánygimnázium tanulói 1941 nyarán A kérőket, a román tagozatosok pedig Móra Ferenc Aranykoporsójának román nyelvű színpadi változatát adták elő. Az 1941–42-es tanévben a Csongor és Tünde s egy Csiky-darab (A nagymama) szerepelt műsorukon.
Az iskolai színpad Kolozsvárt a jelentősebb iskolák életéből kiragadott példákon kívül is elterjedt volt s maradt mind a mai napig minden líceumi tagozaton és általános iskolában.

## Kovászna
Kovászna magyar középiskolájának diákszínjátszói Kisfaludy- és Móricz-bemutatók után Sławomir Mrożek Károly című és Ionesco A kopasz énekesnő c. darabjaival kísérleteztek, majd Gazda József rendezésében Tamási-ciklussal tűntek ki. 1975-től kezdve sorra került a Boldog nyárfalevél, Hullámzó vőlegény, Csalóka szivárvány és Vitéz lélek c. Tamási-mű, s ezekkel iskolákat és falvakat látogattak Háromszéktől a Szilágyságig, Maros megyétől Hargita megyéig.

## Marosvásárhely
Marosvásárhelyen a Református Kollégium színjátszó hagyományát Tamási Áron darabjával folytatta a diákság: már 1947-ben színre hozta a Tündöklő Jeromost a Kultúrpalota nagytermében; még abban az évben ugyanitt játszották el Seprődi Anna mesejátékát is a Szent Anna-tó regéjéről. A Tanítóképző tanulói 1948-ban Varga Katalin-emlékünnepséget rendeztek, majd Bocskói Viktor Újgazdák és Asztalos István A tejes c. egyfelvonásosát mutatták be Gernyeszegen.
Az 1950-es években a Református Kollégium helyébe lépő Bolyai Farkas Líceum vált az iskolai színjátszás központjává. A volt kollégium fennállásának 400. évfordulója alkalmával Győry Béla tanár irányításával 300 férőhelyes színháztermet szereltek fel, s itt mutatták be Horváth Ágoston Bolyairól írt egyfelvonásosát (1957). Kialakult a diákok és tanárok közös színjátszásának szokása. Az új teremben került színre Lavotta Károly színművész rendezésében a Légy jó mindhalálig (1958) és Virgil Stoenescu–Octavian Sava darabja, a Magaviseletből elégtelen (1960). Kozma Béla igazgató kezdeményezésére az 1960-as években színjátszó versenyeket rendeztek, ezek zsűrijében Tompa Miklós, Szabó Lajos, Kovács György színművész és más színházi szakemberek is részt vettek. Az együttest Kovács Levente, a Szentgyörgyi István Színművészeti Intézet előadótanára és Kisfalussy Bálint akkori színinövendék irányította; Afinogenov Kisunokám (1961), Viktor Rozov Boldogság, merre vagy? (1962) és Szerencsés órában (1963), a szlovák Peter Karvas Antigoné és a többiek (1964) c. darabjával jelentkeztek, számos rövid színművet, köztük Csehov és Caragiale egyfelvonásosait mutatták be. Ezekben a darabokban tűntek fel a később színi pályára lépett Kincses Elemér, Borbáth Ottília, Csergőffy László és a televíziós rendező Csáky Zoltán. A Bolyai-színjátszás fénykorában – az 1960-as évek közepén – heti három előadással rendszeres iskolai repertoár-színház működött a díszteremben.
Diákegyüttesek léptek fel más középiskolákban, így a 4. számú Líceumban, ahol Albert Meltz A próba c. darabját adták elő, továbbá a Papiu Ilarian Líceumban és az Építészeti Líceumban is; ezeket a színjátszó csoportokat a Színművészeti Intézet hallgatói vezették (1978–82).

## Nagybánya
A nagybányai iskolai színjátszás hagyományai az egykori Schola Rivuliana (1547–1757) diákjátékosságig vezethetők vissza; nem véletlenül írta meg Juhász Máté misztériumdrámáját Nagybányán (1761). Mindezek folytatója a város főgimnáziumában 1887-ben megalakult Petőfi Önképzőkör. A diákművelődésnek az 1920-as években újra divatja támadt. A diákok Ady- és Petőfi-emlékestet szerveztek (1922), előadták A Noszty fiú esete Tóth Marival c. Mikszáth-regény színpadi változatát (1927). A II. világháború után Gergely Sándor Vitézek és hősök (1946), Móricz Sári bíró (1947) és Légy jó mindhalálig (1948), majd Szigligeti Liliomfi (1949) és A csikós (1950) c. darabja szerepelt a gimnazisták műsorán. Rendezőjük Metz József irodalom szakos tanár. 1951-ben a Vegyipari és Bányászati Technikai Középiskola növendékei ismételték meg a már 1927-ben előadott Mikszáth-darabot.
Új pezsgést hozott a diákszínjátszásba az 1953-ban végzett színinövendékek "fiatal színház"-ának megjelenése Nagybányán mint az új Állami Színház magyar tagozata. A magyar középiskolások már 1954-ben Déry Tibor Talpsimogató c. darabjával léptek színpadra, rendezőjük Cseresnyés Gyula színész. Bár a hivatásos színház 1956-ban Szatmárra távozott, a nagybányai iskolai színpad előbb Virgil Stoenescu és Sava Magaviseletből elégtelen c. színművével aratott sikert (1959), majd a Petőfi Sándor Irodalmi Kör keretében Karinthy A falusi nagybácsi c. darabját adták elő, Csokonai születésének 200. (1966) évfordulójára pedig egy Dorottya-feldolgozással jelentkezett (1973), főszerepben Várady Máriával, aki később a sepsiszentgyörgyi színház művésze lett. Ugyancsak innen indult színi pályára Márton Árpád, aki diákrendezőként Nagybányán Vadrózsák címen szervezett balladás fonóestet s Móricz Légy jó mindhalálig c. darabját újította fel, egyben bemutatva Móricz betyár-novellájának dramatizált változatát is egy Móricz-ünnepség alkalmából. A nagybányai diákszínjátszók közül került ki Papp Éva is, a Szatmárnémeti Északi Színház művésznője. A lelkes gárda Mikszáth Két választás Magyarországon és Statisztika c. írásait is színpadra alkalmazta. A diákműkedvelést Thurman Mária, Kruzsniczki Erzsébet, Miklós Irén és Rácz Katalin irodalom szakos tanárnők irányították.
Az 1980-as évek elején újabb két Mikszáth-novellát vitt színre Dolgozatírás címen Kiss Kornél matematikatanár, a felnőttek műkedvelő mozgalmának irányítója, mozgósítva a közép- és főiskolás diákokat.

## Nagyenyed
Nagyenyeden az első – reánk maradt – iskoladrámát, Miskolczi Zsigmond Cyrus kitétele c. darabját 1698. január 24-én adták elő. 1792-ben a Nagyenyedi Magyar Társaság Próba c. zsebkönyvében Molière két vígjátékának fordítása szerepel. A kollégium szabadtéri előadásainak szereplőiből kerültek ki a Kolozsvári Színjátszó Társaság olyan jeles színészei, mint Jancsó Pál és Fehér János. E hagyomány folytatódott az I. világháború után is. Víg estélyeken, gyermekelőadásokon (a rendezők közt volt Áprily Lajos) főleg helyi szerzők alkotásait mutatták be, így idősb Veres István A manók tánca c. zenés mesejátékát Csűrös Emília szövegével (1930), majd a László Marcella szövegére szerzett Zizi c. mesejátékot, mellyel ellátogattak Tordára és Kolozsvárra is (1937). A műsoron Benedek Elek Többsincs királyfija is szerepelt.
Új lendületet kapott az iskolai színpad szokása 1947-től kezdve. Jelentősebb előadások: Kovách Aladár: Téli zsoltár; Tamási Áron: Énekes madár (1947); Szimonov: Az orosz kérdés; Nagy István: Özönvíz előtt (1948); Szigligeti: Csikós (1949); Mikszáth: Különös házasság c. regényének színpadi változata (1950); Gergely Sándor: Vitézek és hősök, Darvas József: Szakadék (1952); Caragiale: Viharos éjszaka, Móricz: Sári bíró (1953); Móricz: Légy jó mindhalálig, Karinthy: Visszakérem az iskolapénzt (1956); Arbuzov: Irkutszki történet, Arany János: A nagyidai cigányok színpadra feldolgozva (1957); Stoenescu–Sava: Magaviseletből elégtelen (1958); Csiky Gergely: Ingyenélők (1962); Molnár Ferenc: A Pál utcai fiúk (1966); Kacsóh Pongrác: János vitéz, Szigligeti: Liliomfi (1967); Móricz–Benedek: Ludas Matyi (1968); Mark Twain: Koldus és királyfi színpadra feldolgozva (1969); Molière: A botcsinálta doktor (1972); Bródy Sándor: A tanító úr nadrágja; Sütő András: Fügedes a paradicsomban (1975); Szophoklész: Antigoné (1977); Sütő: Vidám sirató egy bolyongó porszemért (1979); Arany: Toldi szerelme Méhes György feldolgozásában (1983).
A rendezést a főgimnázium és tanítóképző, ill. a mai líceum tanárai és tanárnői vállalták. A Bethlen Gábor Kollégiumból indult színi pályára Nagy István, Borsos Barna, Tamás Simon.

## Nagyvárad
Nagyváradon a magyar nyelvű iskolai színjátszás hagyományait a két világháború között főként az irgalmas nővérek óvónőképzőjének növendékei ápolták: Kiss Magda zenetanár vezetésével Demény Dezső Kisopera c. szerzeményét (1935) és Poldini Ede Csipkerózsa c. művét (1938) mutatták be.
Az 1944-es fordulatot követő évtizedekben virágkorát élte az iskolai színpad. Az 1947–48-as tanévben alakult ABC diákegyüttes Móricz- és Tamási-jelenetekkel, mese- és balladafeldolgozásokkal járta vasárnaponként a bihari falvakat. Az 1950-es évek elején András Ágoston irányításával vitték színre a Klasszikus Vegyes Líceum növendékei Kisfaludy Károly Mátyás diák c. bohózatát és Arany A bajusz c. elbeszélő költeményének dramatizált változatát.
Másik sikeres vállalkozásuk Móricz Légy jó mindhalálig c. színművének bemutatója (1954) Tátray Barna és Szentkirályi Aladár tanárok rendezésében. A Tanítóképző színjátszó csoportja Kiss Magda vezetésével ért el sikereket: Arany Rózsa és Ibolya c. elbeszélő költeményének az 1953–54-es tanévben bemutatott dramatizált változatát négyszer kellett a nagyközönség előtt megismételniük. A következő tanévben Kacsóh Pongrác János vitézét, majd Poldini Ede Jancsi és Juliska c. zenés darabját játszották. 1956-ban Verdi Trubadur és Rossini Hamupipőke c. operáiból mutattak be részleteket. 1957-ben Kodálytól a Háry János, 1959-ben a Székely fonó szerepelt műsorukon. Emlékezetes az Alexandru Moghioroş Líceum ifjúságának Csongor és Tünde-bemutatója Tuduka Oszkár, Kiss Magda és Urszinyi Judit tanárok rendezésében (1959). Egykori szereplői közül hivatásos színész lett Bányai Irén, Vásárhelyi Katalin és Szabó Lajos. A nyugalomba vonuló Kiss Magda utolsó rendezése Sütő András Bogár Zsuzsika búcsúzik c. novellájának színpadi változata volt (1960). A címszerepet Széles Anna játszotta.
Schneider Antal és Tuduka Oszkár tanárok irányításával a líceum esti tagozatának növendékei is bekapcsolódtak a diákszínjátszásba: 1965 és 1970 között Karinthy-, Csehov- és Móricz-jeleneteket mutattak be, majd 1971-ben García Lorca Vérnász c. drámáját adták elő. A nappali tagozatosok előadásai közül Petőfi A helység kalapácsa c. vígeposzának színpadi változata jelentett sikert, rendezte Makkai Margit tanár Kakuts Ágnes színművész közreműködésével. 1980-ban Papp Ildikó tanárképzős növendékei Gaal József A peleskei nótárius c. vígjátékát adták elő, az 1983-as iskolanap tiszteletére Raimund Binder Tévutak és Karinthy Visszakérem az iskolapénzt c. egyfelvonásosát.
Az iskolai színpad számára utánpótlást biztosítottak a pionírszervezetek gyermekszínjátszói.

## Sepsiszentgyörgy
Sepsiszentgyörgyön a Székely Mikó Kollégium diákszínjátszó hagyományait követve 1947-ben Kodály Háry Jánosát mutatták be Salamon Sándor rendezésében, majd a Csongor és Tünde került színre Kiss Árpád tanári irányítása alatt (1948). A kollégium helyébe lépő 1. számú Ipari Líceum ifjúsága is a magyar klasszikusokat választotta: Kisfaludy A kérőkjét (1954) Lelkes Gábor, Móricz Légy jó mindhaláligját 1954-ben Lavotta Károly, majd 1972-ben Szánthó Anikó rendezte, a Sári bíró (1957) pedig Kovács Ádám rendezésében került színpadra. Jókai A kőszívű ember fiai c. regényének drámaváltozatát Hervai József vitte sikerre (1956), Karinthy Tanár úr kérem c. novellájának színpadi változatát (1973) Szánthó Anikó tanította be.

## Szamosújvár
A szamosújvári iskolai színpad kialakulásában különleges szerepet játszott az örmény elemi iskola, ahol Heves Györgyné Madaras Mária 1924-től évről évre szavalatok és balett mellett gyermekszíndarabokat rendezett. A tanítási nyelv román volt, de heti négy órában magyar nyelvet is tanítottak, s ez tette lehetővé a gyermekszínjátszást. A színre került mesejátékok és daljátékok nagy részét maga Hevesné írta, megszerezvén munkájával az Erdélyi Helikon díszoklevelét (1943).
Az előadások sorozata 1944 után a magyar tannyelvű elemi iskolában folytatódott; a május elseje tiszteletére szerzett Álom az erdőben c. háromfelvonásos daljáték 1953-ban százhúsz gyermekszereplőt vitt a színpadra. Több színdarabhoz a zenét Iosif Rusu zenetanár szerezte. Hevesné nyugalomba vonulása után Buzdugán Anna és Gabányi János tanárok rendeztek elemi iskolásokkal színielőadásokat, bemutatva többek közt Asztalos István A tejes és Feleselj, kisfiam c. egyfelvonásosait az 1960-as években.
Az elemi fokú előkészítések nyomában komoly eredményekkel léptek színpadra a Kereskedelmi Középiskola diákjai. Enyedi Bálint nyomdász, a helyi műkedvelők vezetője, 12 előadásból álló sorozatot rendezett velük, színre hozva többek között Vörösmarty, Petőfi, Csokonai, Kisfaludy, Gárdonyi, Tamási, Tömörkény, Móricz, Barát Endre játékait. Itt tűnt fel XI. osztályos diák korában Vadász Zoltán, a későbbi színművész. Az 1947–48-as tanév folyamán a magyar középiskolások Gabányi János és Hancz Imre tanárok rendezésében Sárközi György Dózsa György c. történelmi drámájával arattak sikert; az 1950–51-es tanévben Móricz Zsigmond–Benedek Marcell Ludas Matyiját tízszer ismételték.
A Petru Maior Líceum magyar tagozata Sütőné Balázs Erzsébet tanárnő rendezésében Kisfaludy A kérők c. vígjátékát mutatta be (1970).

## Szatmár
Szatmáron a II. világháborút követő két évtized lett az iskolai színpad virágzó időszaka. A magyar középiskolák az Magyar Népi Szövetség (MNSZ) felajánlotta Petőfi-kupáért versenyeztek, s az Állami Magyar Líceum Antal Péter tanár rendezésében Victor Hugo Hernani; a Katolikus Leánygimnázium pedig Molière A tudós nők c. darabjával ért el sikert (1947). A Református Fiúgimnázium ifjúsága Ligeti László tanár irányítása alatt Szigligeti–Móricz Csikós és Fehér Klára Becsület c. színművét mutatta be (1948).
Antal Péter rendezte mind az előadásmód, mind a közönségsiker szempontjából kiemelkedő további két líceumi előadást is: Móricztól a Légy jó mindhalálig (1952) és Szigligetitől a Liliomfi (1954) c. darabot, s eredményesen kezdeményezte tanárok és diákok közös fellépését Kisfaludy A kérők c. színművében, mellyel a Tanítóképző a megye számos községében vendégszerepelt (1955). Divatba jött maguknak a tanároknak a fellépése is, így a Magyar Leánylíceum tanárai Jókai A kőszívű ember fiai bemutatásával (1955–56), a Magyar Fiúlíceum tanárai pedig Gogol A revizor c. darabjának színrevitelével arattak elismerést.

## Székelykeresztúr
Székelykeresztúron az Unitárius Kollégium növendékei az iskola megalapításától (1793) kezdve rendszeresen léptek színpadra. A megmaradt legrégibb színlap szerint 1877-ben Szigligeti Szökött katona c. népszínművét mutatták be. A Székelykeresztúr c. hetilap híradásai szerint a Képezde növendékei 1913-ban Csiky Anna, 1914-ben Zilahy Lajos A rongyos katona c. színművével szerepeltek, az iskola zenekara pedig számos zenés darab előadását tette lehetővé. E hagyomány folytatásaként mind a Kollégium, mind a Tanítóképző Intézet diákjai 1919 után is felléptek, főleg zenés darabokban, operettekben. Emlékezetes a Csipkerózsa c. énekes tündérjáték bemutatása (1929). A rendezők közt szerepelt Péterfy Gyula zenetanár. Ebben az időben készült el mindkét iskola beépített színpada.
1945 után is jól felszerelt színpad szolgálta mindkét intézmény diákszínjátszását. A díszleteket rajztanárok irányításával maguk a diákok készítették el jeles festőművészek (Ipó László, Szécsi András, Kiss László) közreműködésével. A Pedagógiai Iskolában annak megszűnéséig (1955) Arany és Vörösmarty színpadra alkalmazott költeményeit adták elő, feltűnt Makarenko Az új ember kovácsa c. pedagógiai művének dramatizált változata s egy irodalmi összeállítás Dunának, Oltnak egy a hangja címen. A tanár-rendezők közt találjuk Balázs Lászlót, Haáz Sándort.
Az Ipari Líceum ifjúsága  a következő három évtizedben Vörösmarty, Kisfaludy, Mikszáth, Karinthy klasszikus színművei s a János vitéz mellett Sütő András (Fecskeszárnyú szemöldök; Szerelem, ne siess), Tamási Áron (Hegyi patak), Tomcsa Sándor (Mézesmadzag) darabjait mutatta be.
A román szerzők közül ugyanekkor Mihai Eminescu, Caragiale, Creangă, Davidoglu, Camil Petrescu románul és magyarul is szerepelt a diákszínjátszók műsorán. A világirodalomból  Csehov, Rozov, Molière egy-egy művét adták elő.
Jelentős volt az iskola ifjúságának gazdag népköltészeti gyűjteményéből válogatott népmesék és balladák előadása (1957–59), melynek anyaga a kolozsvári folklórintézet gyűjteményébe került. Emlékezetes Gárdonyi Géza A lámpás c. darabjának bemutatása (1982). Az előadások rendezői: Farkas Jenő, Farkas Margit, Ilyés Ferenc, Kállai Krisztina, Nagy Emma, Solymosi Emma tanárok.
Az 1. számú Általános Iskola számos előadása közül kitűnt Veres Ferenc tanár A legszebb játék c. darabjának bemutatása (1975), több Méhes-darab s Benedek Elektől a Gyémánttá vált könnyek (1982).

## Székelyudvarhely
Székelyudvarhelyen az iskolai színpad régi hagyományára utal Hermányi Dienes József anekdotája egy csizmadialegényről, akit "egy nagypénteken a theatrumban felfeszítettek volt". A Református Kollégiumban 1801-ben diákok mutatták be Dugonics András Az arany perecek c. regényének drámaváltozatát Matskási Júlia címen. Emlékezetes Szabó Dezső rendezői munkássága négyéves (1909–13) udvarhelyi tanárkodása idején: Beaumarchais, Molière, Anatole France és Gábor Andor darabjai szerepeltek színpadán.
E régi hagyomány elevenedett fel a két világháború között, amikor a kollégiumi diákok Kisfaludy Csalódások c. vígjátékával (1921), később a kollégium örökébe lépő Tanítóképző növendékei Saja Sándor zenéjére Makkai Sándor Gyöngyvirág c. énekes mesejátékával (1928) s Zilahy Lajos Süt a nap c. színművével (1942) léptek közönség elé. A Katolikus Gimnázium műsorán az Iglói diákok (1928, 1946) és a Postás Katica (1931) c. operettek szerepeltek.
Az 1948-as tanügyi reform után valamennyi középiskolában történt próbálkozás a diákszínjátszó hagyományok felújítására. Tartósabban ez a Dr. Petru Groza Líceumban honosodott meg, ahol 1974-től Hermann Gusztáv rendezésében minden évben bemutattak egy színművet. Tomcsa Sándor Örvendetes járvány, Sütő András Fügedes a pokolban és Fügedes a paradicsomban, Méhes György Ha jön a szerelem és Kubán Endre Utolsó találkozás c. egyfelvonásosai mellett a műsoron Kányádi Sándor Ünnepek háza c. kétrészes drámája (1976), Méhes 33 névtelen levél c. vígjátéka (1980) és sorozatszerűen Tamási Áron népi játékai szerepeltek (Énekes madár, 1988; Vitéz lélek, 1981; Boldog nyárfalevél, 1982).

## Temesvár
Temesvárt a magyar diákszínjátszás előzményei a XIX. század utolsó negyedéig nyúlnak vissza. A XX. század elején az egykori Főreáliskola önképzőköre Kunfi Zsigmond vezetésével már Shakespeare-drámákból adott elő részleteket, s az iskola felsős tanulója, Hauser Arnold, a későbbi művészetszociológus, Hamlet-monológgal, Biberach beszédével, Antonius szónoklatával szerepelt. Az Állami Főgimnázium diákjai Turóczi-Trostler József irányításával teremtettek színpadot, részleteket mutatva be Herczeg Ferenc Ocskay brigadéros c. darabjából (1916).
A hagyomány folytatásaként 1948 után a Magyar Vegyes (később 4. számú) Középiskola Molière (1950–51), Gogol, Csehov (1952), Csiky és Caragiale (1957) vígjátékaiban léptette színpadra tanulóit. Irányító tanárok: Mertz Károly, Salamon Erzsébet, Kulcsár Sándor. Szakmai segítséget nyújtott Sarlai Imre színművész. A 10. számú Középiskola Kosztolányi Édes Anna c. regényéből elevenített fel jeleneteket egy irodalmi törvényszék keretében (1968).
Rendszeres színjátszás Szekernyés Irén irányításával az 1970-ben alakult magyar tannyelvű 2. számú Matematika–Fizika Líceumban bontakozott ki. Bemutatták Illyés Gyula Tűvétevők c. parasztkomédiáját (1971), Szentimrei Csáki bíró lánya c. kalotaszegi balladafeldolgozását (1972), majd ciklusban Kisfaludy, Csokonai, Katona József (A rózsa, vagyis a tapasztalatlan légy a pókok között), Vörösmarty (A fátyol titkai), Szigligeti, Csiky (A vadrózsa) klasszikus művei kerültek színre, nemegyszer újra felfedezve a darabot.
Megalakulása óta a színjátszó csoport tanácsadója Cseresnyés Gyula, a Temesvári Állami Magyar Színház rendezője. A diákszínészek előadásaikkal rendszeresen felkeresték Temes, Arad és Hunyad megyék magyarok lakta településeit.

## Zilah
A zilahi Wesselényi Kollégium diákjai iskolájuk hagyományos önképzőköri munkáját folytatva az 1930-as években tanáraikkal közös szereposztásban mutatták be Moldován János rajztanár irányítása mellett Móricz Légy jó mindhalálig, Karinthy A bűvös szék, Bródy Sándor A tanítónő, Fazekas Mihály Ludas Matyi c. szerzeményeit, valamint Tatár Géza tanár rendezésében Az ember tragédiája egyes jeleneteit (1938–39).
A már régebben alapított Ady Endre Önképzőkörrel párhuzamosan 1941-től működő Reményik Sándor Önképzőkör szavalóversenyeket és balladaesteket indított Józsa Gerő tanár vezetésével a helyes magyar kiejtés és szép beszéd művelésére, s ezek keretében dramatizált Arany- és népballadákat vittek színpadra a diákok.
Az 1948-as államosítás után is folytatódott a diákszínjátszás, és Szimonov Orosz emberek c. darabjának bemutatásán (1949) fedezte fel Szabó Lajos, a kollégium egykori, akkor már a kolozsvári Magyar Művészeti Intézet tanára Krasznai Paulát, a későbbi kolozsvári színművésznőt. 1953-tól egy ideig Ady Endre nevét viselő középiskola – a későbbi Matematika–Fizika Líceum – ifjúsága rendszeresen megtartott ünnepségeken ápolta Ady Endre emlékét.
Az 1945-ben létesült Ipari Leányiskola, majd az évekig működő Tanítóképző is bekapcsolódott a diákszínjátszásba; Erdei Erzsébet rajztanárnő a leánynövendékekkel Harsányi Zsolt Az arany alma c. regényének színpadra átírt változatát adatta elő (1948).